# Emmy Wehlen

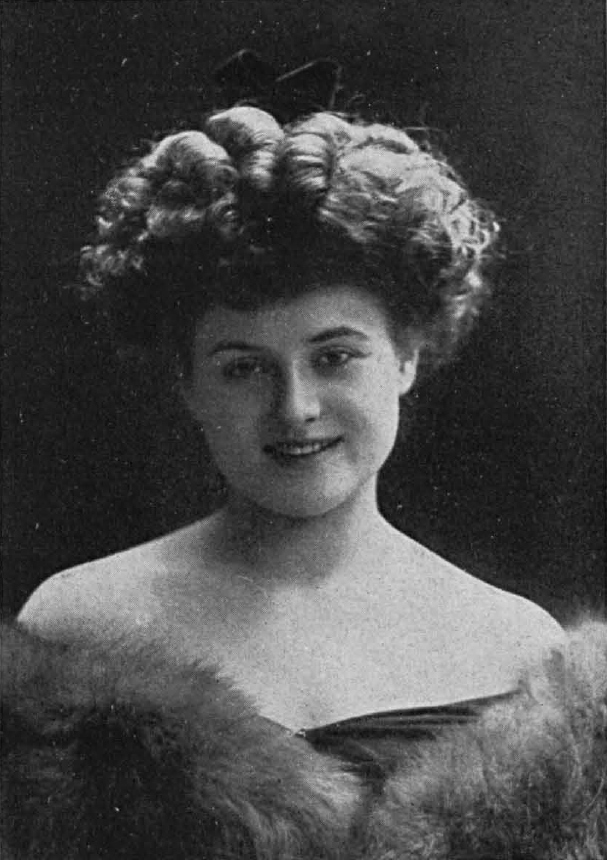
Emmy Wehlen (1908)

Emmy Wehlen im Jahr 1911

Emily „Emmy“ Wehlen (* 25. August 1886  in Mannheim als Emmy Louise Weckesser; † 1977) war eine deutsche Operettensängerin und Schauspielerin.

## Leben

### Operettensängerin
Emmy Wehlen wurde in Mannheim geboren. Dort erhielt sie ihre Gesangsausbildung am Mannheimer Konservatorium. Wehlen hatte nach ihrer Ausbildung erste Engagements an Musiktheatern in Stuttgart, Berlin und München. Im Thalia-Theater Berlin trat sie unter anderem zusammen mit dem Humoristen Arnold Rieck auf. Mit Rieck nahm sie auch die Schallplatte Ohne Männer, ein Duett aus der Operette Doktor Klapperstorch, auf.
Im Jahr 1909 gelang Wehlen in London der internationale Durchbruch. Sie spielte im Daly’s Theatre unter anderem die Rolle der Sonia in einer englischen Version der Operette Die lustige Witwe von Franz Lehár und die Rolle der „Olga“ in der Operette Die Dollarprinzessin von Leo Fall. Es folgten weitere Auftritte in Musiktheatern in New York und London. 1912 spielte sie neben Mae West in New York in der Operette A Winsome Widow am  Loew's New York Theatre. Ihr vorläufig letztes Operettenengagement hatte sie im Jahr 1915 auf dem Broadway am Shubert Theatre. Unmittelbar nach Auslaufen ihres Vertrags am Broadway begann die Filmkarriere von Emmy Wehlen.

### Filmschauspielerin
Emily Wehlen wurde schnell zu einer der Stars der US-amerikanischen Filmproduktions- und Filmvertriebsgesellschaft Metro Pictures Corporation. Parallel zu ihren Filmauftritten trat sie aber auch nach wie vor als Theaterschauspielerin und Operettensängerin in Erscheinung. Im Jahr 1917 spielte sie neben Harry Davenport im Film Sowers and Reapers. Im selben Jahr trat sie neben Louis Wolheim im Film The Belle of the Season in Erscheinung. Im Jahr 1918 erhielt sie neben Joseph Sweeney die Hauptrolle im Film Sylvia on a Spree. 1919 war sie Filmpartnerin von Eugene Pallette im Stummfilm The Amateur Adventuress. Bis 1920 trat sie in 18 Kinofilmen in Erscheinung, wobei sie überwiegend die Hauptrolle spielte. Nach ihrem letzten Film kehrte sie auf die Operettenbühne zurück, beendete aber nach wenigen Jahren ihre Karriere. Emmy Wehlen verschwand danach aus der Öffentlichkeit. Ihr weiteres Schicksal ist bislang nicht bekannt.

## Filmografie
- 1915: When a Woman Loves
- 1915: Her Reckoning
- 1916: The Master Smiles
- 1916: The Pretenders
- 1917: Vanity
- 1917: Sowers and Reapers
- 1917: The Trail of the Shadow
- 1917: The Belle of the Season
- 1917: Miss Robinson Crusoe
- 1917: The Outsider
- 1918: The Shell Game
- 1918: The House of Gold
- 1918: His Bonded Wife
- 1918: Sylvia on a Spree
- 1919: The Amateur Adventuress
- 1919: Fools and Their Money
- 1919: A Favor to a Friend
- 1920: Lifting Shadows